# Zuckerwert
Der Zuckerwert bezeichnet in der Imkerei die Menge des von einer Blüte einer bestimmten Trachtpflanze in 24 Stunden abgesonderten Nektars in Milligramm und wird, multipliziert mit dessen Zuckerkonzentration in Prozent, als dimensionsloser Wert angegeben.
Bei den Zuckerwerten gleicher Pflanzen ergeben sich oft beträchtliche Unterschiede, die auf die Eigenarten der Einzelpflanze sowie Umweltbedingungen zurückzuführen sind.
Besonders hohe Zuckerwerte wurden für die Sommerlinde (bis zu 7,7 mg Zucker je Blüte in 24 Stunden), die Stachelbeere (bis zu 5,41), die Silberlinde (bis zu 5), die Saubohne (bis zu 4,2), die Himbeere (bis zu 3,8) und die Winterlinde (bis zu 3,57) ermittelt.